# Котляровка (Запорожская область)
Котляровка (укр. Котлярівка) — село,
Черниговский поселковый совет,
Черниговский район,
Запорожская область,
Украина.
Код КОАТУУ — 2325555104. Население по переписи 2001 года составляло 3 человека.

## Географическое положение
Село Котляровка находится у истоков реки Сысыкулак,
ниже по течению на расстоянии в 4,5 км расположено село Просторе.

## История
- 1826 год — дата основания.